# Руда (гміна Скрвільно)
Руда (пол. Ruda) — село в Польщі, у гміні Скрвільно Рипінського повіту Куявсько-Поморського воєводства.
Населення — 277 осіб (2011).
У 1975—1998 роках село належало до Влоцлавського воєводства.

## Демографія
Демографічна структура станом на 31 березня 2011 року:
|          | Загалом | Допрацездатний вік | Працездатний вік | Постпрацездатний вік |
| -------- | ------- | ------------------ | ---------------- | -------------------- |
| Чоловіки | 142     | 31                 | 94               | 17                   |
| Жінки    | 135     | 27                 | 76               | 32                   |
| Разом    | 277     | 58                 | 170              | 49                   |